# Alois Riegl
Alois Riegl (Linz, em 14 de Janeiro de 1858 — Viena, 17 de Junho de 1905) é um historiador da arte pertencente à Escola de Viena de História da Arte.
É conhecido por desenvolver o conceito de Antiguidade Tardia (Spätantike) em língua alemã no início do século XX em sua obra Die Spätantike Kunstindustrie (1901), assim como o conceito de kunstwollen.

## Obras principais
- Stilfragen, (Questões de estilo: Fundamentos para uma história do ornamento) 1893.
- Die spätrömische Kunstindustrie nach den Funden in Österreich, (A indústria artística do Império Romano tardio segundo as descobertas no Império Austro-húngaro) 1901 e 1923.
- Das holländische Gruppenporträt, 1902.
- Der moderne Denkmalkultus, 1903.
- Die Entstehung der Barockkunst in Rom, 1908.
- Historische Grammatik der bildenden Künste, póstumo, 1966.